# Szyldak
Szyldak (niem. Schildeck) – wieś w Polsce położona w województwie warmińsko-mazurskim, w powiecie ostródzkim, w gminie Ostróda
Wieś leży przy DK7.
Siedziba sołectwa.
Do 1954 siedziba gminy Szyldak. W latach 1954–1971 wieś należała i była siedzibą władz gromady Szyldak, po jej zniesieniu w gromadzie Rychnowo. W latach 1975–1998 miejscowość administracyjnie należała do województwa olsztyńskiego.
Na jej terenie znajduje się wpisany do rejestru zabytków pałac eklektyczny z przełomu XIX i XX w. oraz park krajobrazowy z tego okresu, a także zabudowania folwarczne. W Szyldaku jest przystanek autobusowy, plac zabaw, siłownia, biblioteka, klub jeździecki, sklepy, poczta, ośrodek łowiecki oraz szkoła podstawowa.

## Historia
Wieś założona w 1325. W czasach krzyżackich wieś pojawia się w dokumentach w roku 1325, podlegała pod komturię w Ostródzie, były to dobra rycerskie o powierzchni 60 włók.

## Zabytki
Do wojewódzkiego rejestru zabytków wpisane są obiekty:
- zespół pałacowo-dworski: 
  - dwór eklektyczny z przełomu XIX i XX w. z wieżą, wieżyczką i ryzalitami, przez liczne dobudówki stał się nieforemny;
  - park krajobrazowy z końca XIX w. zdziczały;
  - kompleks folwarczny z gorzelnią[8].